# Viborgs stift, Danmark

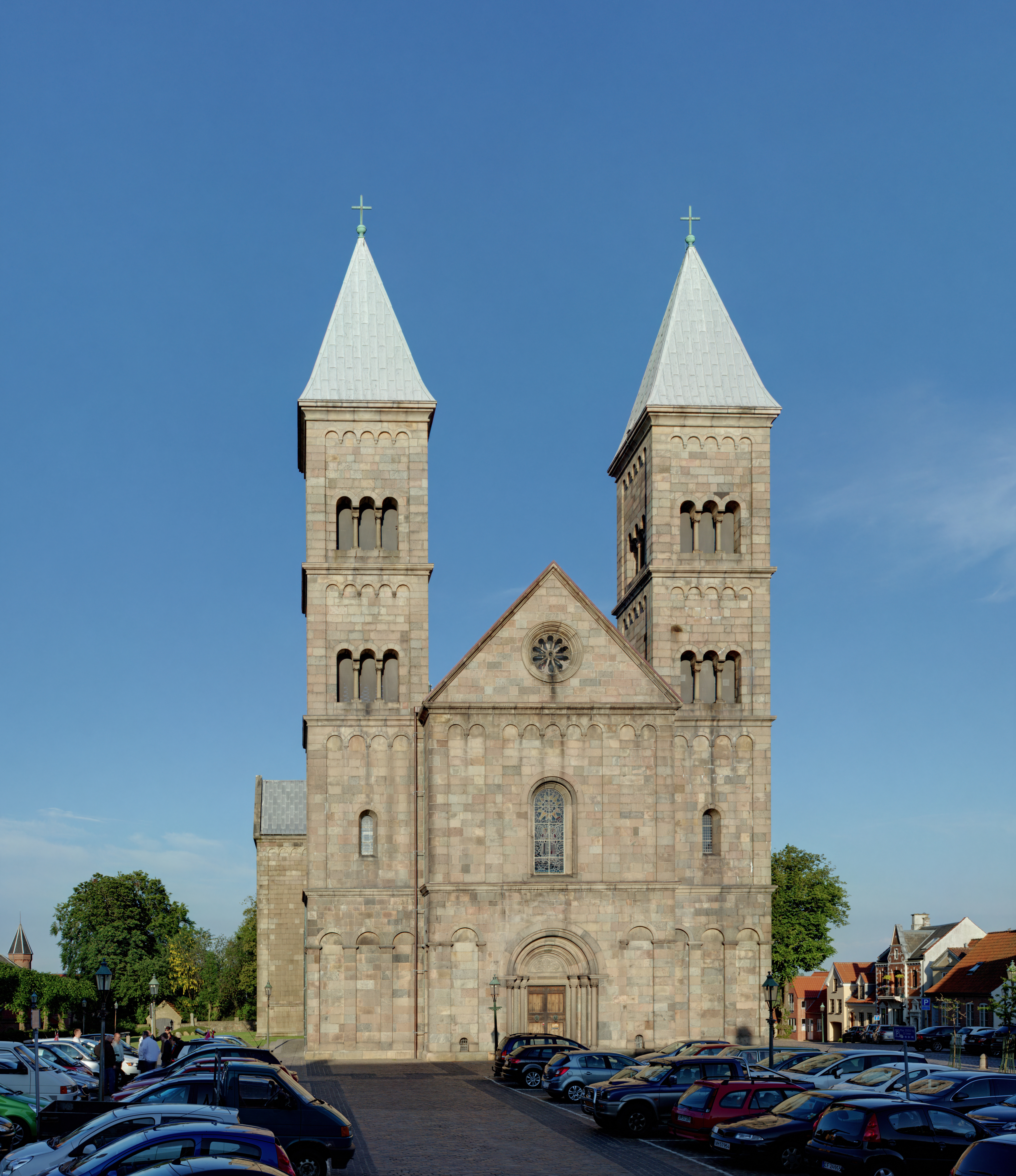
Viborgs domkyrka.

Viborgs stift är ett stift i danska folkkyrkan i Danmark med tidigmedeltida anor. Stiftet omfattar en stor bit av västra Jylland, söder om Ålborgs stift, det vill säga i stort sett söder om ön Vendsyssel-Thy. Det ligger i övrigt mellan Århus stift, Haderslevs stift och Ribe stift. Domkyrka i stiftet är Vor Frue Kirke i Viborg (Viborgs domkyrka).

## Biskopar
- 1060- : Heribert
- -1133: Eskil
- 1133–1153: Svend Svendsen
- 1153–1191: Niels
- 1191–1208: Asger
- 1208–1220: Asgot
- 1220–1222: Thorsten
- 1222–1251: Gunner (1152–1251), medförfattare till Jyllandslagen
- 1251–1267: Niels II
- 1267–1286: Peder(flera motbiskopar)
- 1286–1297: Laurentius
- 1298–1323: Peder II
- 1323–1330: Tyge
- 1338–1343: Simon
- 1345–1367: Peder III
- 1367–1396: Jacob Moltke
- 1396–1429: Lave Glob
- 1429–1437: Herman Rynkeby
- 1438–1451: Thorlaug
- 1452–1478: Knud Mikkelsen
- 1478–1498: Niels Glob
- 1498–1508: Niels Friis
- 1509–1520: Erik Kaas
- 1521–1536: Jørgen Friis
- 1537–1549: Jakob Skøning
- 1549–1571: Kjeld Juel
- 1571–1595: Peder Thøgersen (1532–1595), svåger till biskop Kjeld Juel
- 1595–1616: Niels Lauridsen Arctander
- 1617–1641: Hans Iversen Wandal (1579–1641)
- 1642–1642: Wichmand Hasebard
- 1642–1658: Frands Rosenberg
- 1659–1661: Hans Bartskær
- 1661–1673: Peder Villadsen (1610–1673), dotterson till biskop Peder Thøgersen
- 1673–1693: Søren Glud (1621–1693)
- 1693–1700: Henrik Gerner (1629–1700)
- 1700–1713: Bartholomæus Deichman (1671–1731), var 1713–1730 biskop över Kristiania stift
- 1713–1720: Caspar Wildhagen (1664–1720)
- 1720–1725: Søren Lintrup (1669–1731)
- 1725–1735: Johannes Trellund (1669–1735)
- 1735–1770: Andreas Wøldike (1687–1770)
- 1770–1780: Christian Michael Rottbøll (1729–1780)
- 1781–1805: Peder Tetens (1728–1805)
- 1805–1830: Jens Bloch (1761–1830), var 1804–1805 biskop över Kristiansands stift
- 1830–1854: Nicolaj Esmark Øllgaard (1775–1863)
- 1854–1878: Otto Laub (1805–1882)
- 1878–1901: Jørgen Swane (1821–1903)
- 1901–1921: Alfred Sveistrup Poulsen (1854–1921)
- 1921–1936: Johannes Gøtzsche (1866–1938)
- 1936–1951: Axel Malmstrøm (1888–1951)
- 1951–1968: Christian Baun (1898–1972)
- 1968–1985: Johannes W. Jacobsen (1915–2003)
- 1985–1996: Georg S. Geil (1930–1996)
- 1996–2014: Karsten Nissen (född 1946)
- 2014- : Henrik Stubkjær (född 1961)